# Onycta tessellata
Onycta tessellata är en insektsart som först beskrevs av William Lucas Distant 1888.  Onycta tessellata ingår i släktet Onycta och familjen Lophopidae. Inga underarter finns listade i Catalogue of Life.